# 468 Lina
468 Lina eller 1901 FZ är en asteroid i huvudbältet, som upptäcktes 18 januari 1901 av den tyske astronomen Max Wolf. Den har fått sitt namn efter Wolfs hembiträde.
Asteroiden har en diameter på ungefär 60 kilometer och den tillhör asteroidgruppen Themis.